# Florence (orkaan)
Orkaan Florence was een Atlantische orkaan die op vrijdag 14 september 2018 de zuidoostkust van de Verenigde Staten bereikte.

## Ontwikkeling
De orkaan Florence ontstond uit een krachtige tropische golf buiten de westkust van Afrika op 30 augustus 2018, die de volgende dag leidde tot een tropische depressie bij Kaapverdië. Op 1 september 2018 ontwikkelde het systeem zich tot een tropische storm, die de dagen daarna boven de Atlantische Oceaan fluctueerde in kracht. Rond 4 en 5 september 2018 groeide de storm onverwacht uit tot een orkaan van categorie 4 (van 5) in de schaal van Saffir-Simpson, met windsnelheden tot 215 km/h. De volgende dagen kalmeerde het systeem weer tot tropische-stormniveau, maar nam vervolgens weer in kracht toe.
Op maandag 10 september 2018 was Florence, na enkele dagen te zijn afgezwakt, weer uitgegroeid tot een orkaan van categorie 4, met windsnelheden tot 220 km/h. Gouverneur Henry McMaster van de staat South Carolina gaf dezelfde dag een evacuatiebevel voor een miljoen kustbewoners. Zo'n kwart miljoen bewoners en bezoekers van de Outer Banks, een eilandenstrook voor de kust van North Carolina, hadden toen al verplicht de eilanden verlaten. In de staat Virginia gelastte gouverneur Ralph Northam de evacuatie van 245.000 mensen. Ook in de staat Maryland werd op 10 september de noodtoestand van kracht.
Op dinsdag 11 september 2018 riep ook de burgemeester van Washington D.C., Muriel Bowser, de noodtoestand uit, met name vanwege de verwachte regen.
Woensdag 12 september 2018 meldde het National Hurricane Center (NHC) dat het ten oosten van het oog van Florence golven met hoogtes tot ruim 25 meter (83 feet) had waargenomen. Gaande de dag zwakte de orkaan wat af, tot categorie 3. Na bijgestelde verwachtingen over de baan die Florence aflegt, heeft de zuidelijke staat Georgia op 12 september ook de noodtoestand uitgeroepen.
Donderdag 13 september zwakte Florence verder af tot orkaan van categorie 2.
De schade wordt inmiddels geschat op 14 miljard dollar.

## Aan land
Bij het bereiken van de Amerikaanse kust, in de ochtend van vrijdag 14 september 2018, was Florence een orkaan in de categorie 1. De orkaan kwam aan land in North Carolina, in een ruim gebied rondom Wrightsville Beach. Door regen, wind en vloedgolven verloren nog dezelfde ochtend 620.000 mensen hun aansluiting op het elektriciteitsnet. Honderden mensen moesten werden gered uit overstroomde gebieden. Daken werden weggeblazen en boten werden uit de zee gelicht.
Florence had bij het aan land komen een totale breedte van 645 kilometer, met een kern van 255 kilometer waarbinnen de wind orkaansterkte bezat. In North Carolina kan in enkele dagen tot een meter regen vallen. De stormvloed kan een hoogte van bijna vier meter bereiken, en het zeewater kan mogelijk tot drie kilometer landinwaarts worden opgestuwd. Op het vliegveld van Wilmington, North Carolina werden windsnelheden tot 169 km/h gemeten. In het bereik van de storm, langs de Amerikaanse kust, leven 11 miljoen mensen.

## Beeldmateriaal
- Florence bij zonsondergang (11/09/18)

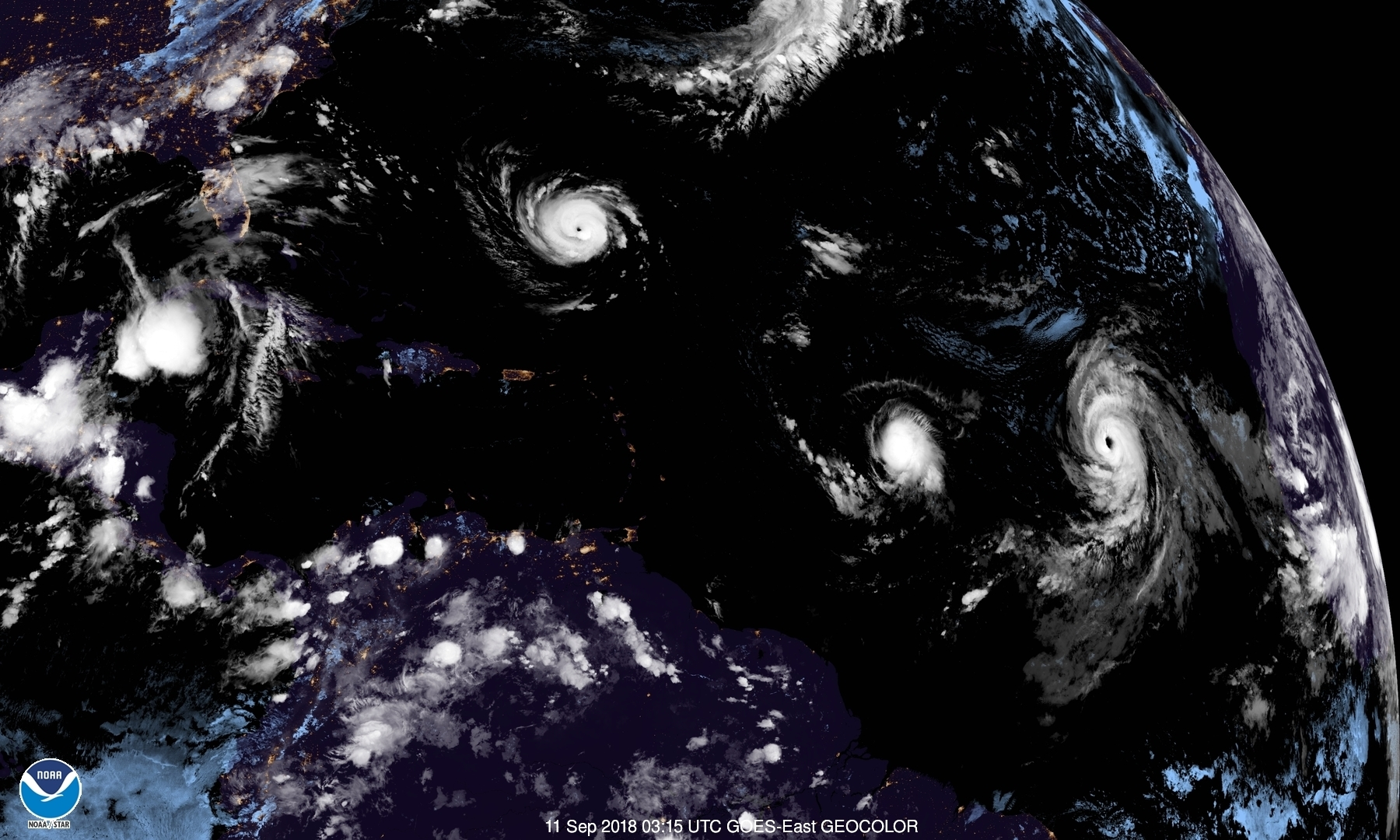
V.l.n.r. Florence, Helene en Issac (11/09/18)

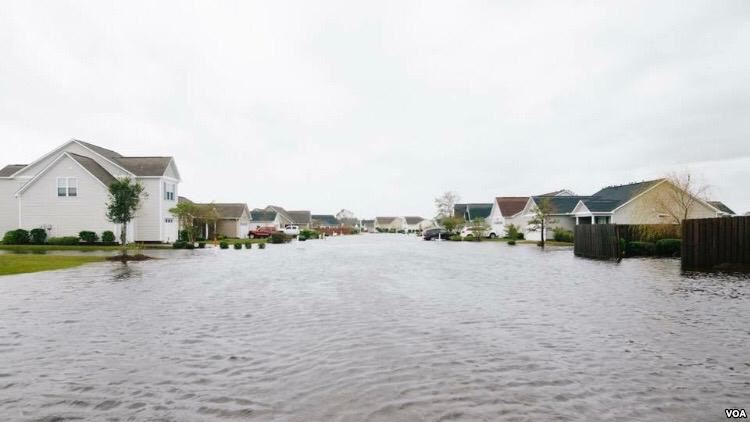
Overstroming
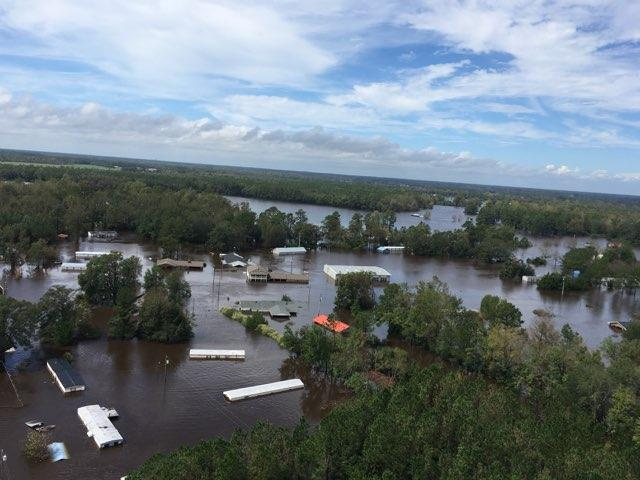
Overstroming
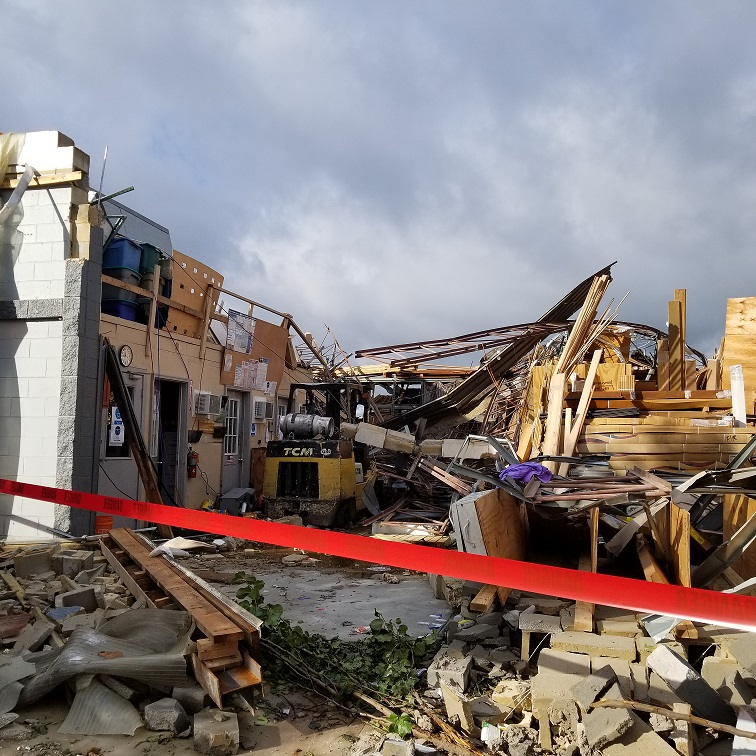
Schade in Midlothian (Virginia)
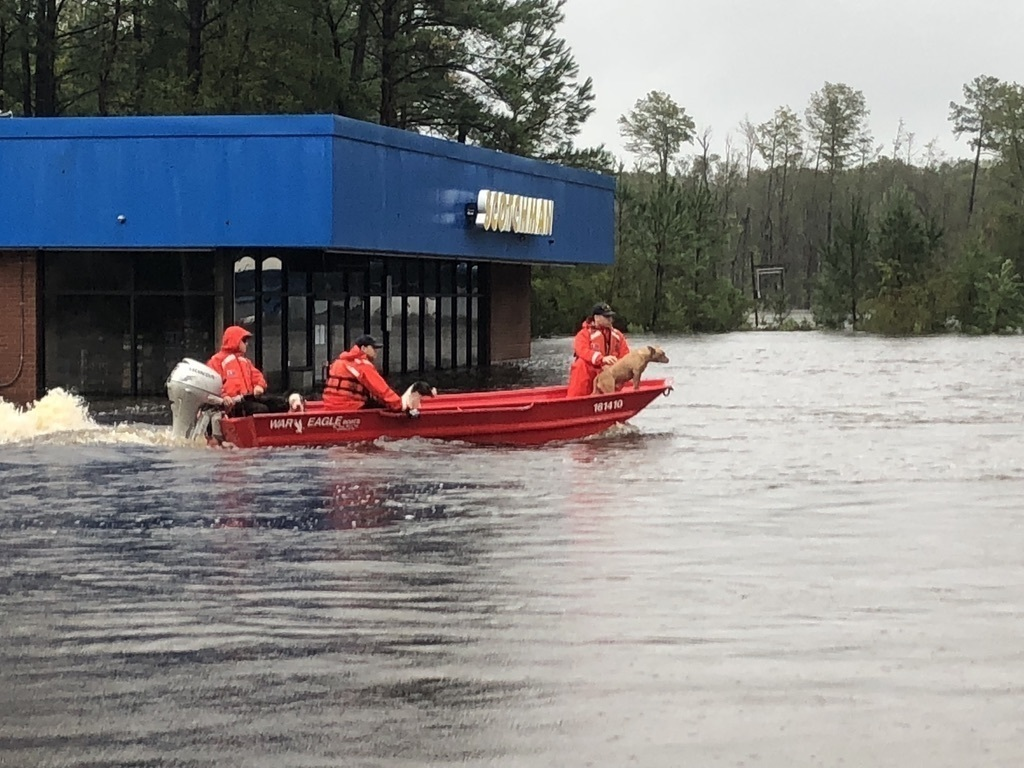
Hulp